# Сидорук-Паульс Іван
Іван Сидорук-Паульс (англ. Pauls John P. also: John P. Sydoruk; 28 квітня 1916, Великий Павлопіль — 30 січня 2005, Гайленд-Парк, США) — український мовознавець, славіст.

## Біографія
Народився у селі Великий Павлопіль Кобринського повіту Гродненської губернії. 
Навчався в університетах Варшави, Відня й Мюнхену. У 1947 захистив в УВУ дисертацію на тему "Zur Laut- und Formenlehre der ukrainischen Mundart von Novosilky bei Kobryn und Nachbarortschaften" (Про фонетику та теорію форми українського діалекту в Новосилках біля Кобрину та сусідніх містечках). Учень та асистент Ярослава Рудницького. 
З 1950 у США, викладав російську мову в Райт Коледжі (Wilbur Wright College) в Чикаго. З серпня 1959 професор російської мови й літератури в Університеті Цинциннаті. Після виходу на пенсію у 1987 жив у родині дочки в Гайленд-Парку (передмістя Чикаго), де й помер. 
Праці з діалектології, ономастики й фольклору Полісся (серед ін. «Проблема українсько-білоруської мовної межі», 1948), з мовознавства, про ідеологію Кирило-Методіївського Братства, про Івана Мазепу в літературі й мистецтві, про О. Пушкіна («Pushkin's „Poltava“», 1962) та ін. В 1953 р. член «Modern Language Association of America». 
Вів активне листування з Олексою Горбачем та Ярославом Рудницьким. У фонді Ярослава Рудницького, який знаходиться в Канаді, зберігаються україномовні праці Сидорука: On the Name Ukraine, Ts., 1951, 3 pp. (Ukrainian); Songs of Polissia, Ts., A., 1968, 11 pp. (Ukrainian).

## Праці
- Сидорук І. Проблема українсько-білоруської мовної межі. Аугсбург: Тов-во прихильників УВАН, 1948. 23 с.
- Sydoruk John P., Ideology of Cyrillo-Methodians and its origin. Winnipeg-Chicago: Ukrainian Free Academy of Sciences, 1954.
- Sydoruk John P., Herder and the Slavs // The Ukrainian Quarterly, 12.1 (Winter 1956). P. 58—62
- Sydoruk John P., «Moses' of Ivan Franko» // Ukrainian Quarterly. 13.2 (June 1957). P. 159—167.
- Сидорук І., Мазепа в чужій літературі // Календар свободи на мазепинський рік 1959. — Нью-Йорк: Видання Українського народного союзу, 1959. — С. 77—87.
- Pauls John P. Surnames of Soviet Russian and Other Communist Celebrities // Names. No. 8 (1960). P. 220—239.
- Сидорук І., Постать Мазепи у світовій літературі та в поезії Яра Славутича // Визвольний шлях. 1960. — No 12. — С. 600—608; 1978. — No 5. — С. 733—741.
- Pauls John P., Historicity of Pushkin's «Poltava» (2nd Ed., enlarged). Cincinnati, 1962.
- Pauls John P., Names for Characters in Russian literarure // A Journal of Onomastics. Vol. 11, No. 1 (1963). P. 10—19.
- Сидорук І., Поліські пісні // Записки Навукового товариства імені Шевченка. Т. 177 (1963). С. 217–227.
- Pauls John P., Musical works based on the legend of Mazeppa // Ukrainian Review, Vol. 11 (1964). P. 61—64.
- Pauls, John P., Musical Works based on the Legend of Mazepa. Ukrainian Review, 4, 1964, 57–65: 59–60.
- Сидорук І., Типи, структура й вживання прізвищ в околицях Берестя, 1966.
- Pauls John P., Shevchenko on Mazepa // Ukrainian Review. Vol. 15, no. 3 (1968). P. 59—65.
- Pauls John P., Type, Structure and Usage of Surnames in the Brest-Litovsk Region // Onoma: Bibliographical & InformationBulletin/Bulletin D'Information et de Bibliographie, 14 (1969). P. 102—108.
- Pauls John P., Reviewed Work: Ukrains'ka mova ta ii govori by Iaroslav Rudnits'kii // The Slavic and East European Journal. Vol. 10, No. 4 (Winter 1966). P. 484—485.
- Pauls John P., Geographical Names of West-Polissye (BSSR) // D.P. Blok (ed.), Proceedings of the Eight International Congress of Onomastic Sciences, 1966. P. 358—370.
- Pauls J. P., Monoftongi na miejscu *e*, *e i *o w dialekcie kobryńskim // Slavia Orientalis, 1970, ХІХ, nr. 1, s. 77—80.
- Pauls John P. letter to Neil Armstrong regarding promotion of Russian language study, December 21, 1971.
- Pauls John P., Chekhov's Humorous Names // Literary Onomastics Studies: Vol. 1, Article 9, 1974.
- Pauls John P., Toponimy jako świadectwo przeszłości językowej: zachodnie Polesie // Onomastica: pismo poświęcone nazewnictwu geograficznemu i osobowemu oraz innym nazwom własnym, t. XX, 1975, Nr. 1-2, s. 79—87.